# Tereken
Tereken is een wijk gelegen in de stad Sint-Niklaas in Oost-Vlaanderen. De wijk ligt ten zuiden van het stadscentrum en wordt doorkruist door de N70. De buurt wordt gevormd rondom de gelijknamige straat Tereken en haar zijstraten. Tereken grenst aan de Driegaaien en de Baenslandwijk in het westen, en Hertjen in het oosten (aan de overkant van de N16). Ook het Waasland Shopping Center bevindt zich aan de oostrand van de wijk.

## Geschiedenis
Op de Ferrariskaart is er reeds sprake van Tereecken, als aparte kern dicht bij Sint-Niklaas. Naarmate de stad verder uitbreidde, werd de wijk een volwaardig deel van de stad. Tereken was traditioneel een arme wijk voor arbeiders, met een eigen dialect. In 1872 werd de parochie Tereken opgericht, de derde op het grondgebied van Sint-Niklaas. Ten noorden van de oorspronkelijke kern verscheen toen de Sint-Jozefskerk, en een jaar later een nieuwe begraafplaats.
In 1935 werd de scoutsvereniging VVKSM Sint-Jozef, beter bekend onder de naam 'Scouts Tereken', opgericht.
In de wijk woonden vele steenkappers, waaronder de art-decosteenkapper Josephus Cesar Heyndrickx-Pyl, vader van Werner Heyndrickx.
Deelgemeenten: Belsele · Nieuwkerken-Waas · Sinaai · Sint-Niklaas

Overige plaatsen en wijken: Baenslandwijk · Clementwijk · Dillaertwijk · Driegaaien · Driekoningenwijk · Drielinden · Duizend Appels · Eindeken · Elisabethwijk · Fabiolawijk · Godschalk · Hertjen · Hoogkameren · Kettermuit · Kletterbos · Krekel · Molenwijk · Ossenhoek · Patotterij · Populierenwijk · Priesteragiewijk · Puivelde · Stationswijk · Ster · Tereken · Valk · Vlijminckshoek · Vossekot · Vosselwijk · Watermolenwijk · Westakkers · Wijnveld · Zwaanaarde

Belgische gemeenten · Arrondissement Sint-Niklaas · Oost-Vlaanderen · Vlaanderen